# Brad Walker
Brad Walker (ur. 21 czerwca 1981 w Aberdeen) – amerykański lekkoatleta, tyczkarz, 2-krotny medalista mistrzostw świata: srebro z Helsinek i złoto z Osaki, złoty medalista halowych mistrzostw świata z Moskwy, srebrny z 2008 z Walencji i brązowy z 2012 ze Stambułu.
Trzykrotnie stawał na podium Światowego Finału IAAF:
- Monako 2005 - 1. miejsce
- Stuttgart 2007 - 1. miejsce
- Stuttgart 2008 - 2. miejsce

Walker był faworytem Igrzysk olimpijskich w Pekinie (2008), przed tą imprezą posiadał najlepszy wynik w skoku o tyczce na świecie, jednak olimpijskiego debiutu nie zaliczy do udanych – w kwalifikacjach nie skoczył żadnej wysokości i tym samym nie awansował do finału.
Należy do ekskluzywnego grona zawodników, którzy skoczyli 6 metrów. Jego rekord życiowy wynosi 6,04 m i został ustanowiony 8 czerwca 2008 w Eugene. Wynik ten do 2019 roku był rekordem Ameryki Północnej i jest dziewiątym wynikiem w historii światowej lekkoatletyki.
Rezultaty Walkera otwierały listy światowe przez 3 kolejne lata (2006-2008), od czasów Serhija Bubki nikomu nie udało się mieć najlepszych wyników na świecie nawet 2 lat z rzędu.